# Kosmic (Walibi Sud-Ouest)
Psyké-Délik is een voormalige spin 'n puke attractie van het type Chaos van familiepretpark Walibi Sud-Ouest. De attractie werd gemaakt door Chance Morgan.

## Geschiedenis
De Chaos attractie is onder de naam Tornado geopend in 2000 in Six Flags Holland. Het is daar weggehaald wegens een te lage populariteit en het feit dat de attractie niet meer pastte in de visie van park die zich meer wilde richten op families nadat het park was veranderd in Walibi World.
Vervolgens is de attractie verkocht aan het zusterpark Walibi Aquitaine in 2004 waar het in 2005 opende voor het publiek als Kosmic. Later is deze naam veranderd in Psyké-Délik, mogelijk toen het park ook veranderde van Walibi Aquitaine naar Walibi Sud-Ouest in 2011.
Sinds 2015 is de attractie gesloten en verwijderd uit het park. Mogelijk komt dit door de overname van het park door Aspro Parks en hun visie over de parkindeling.

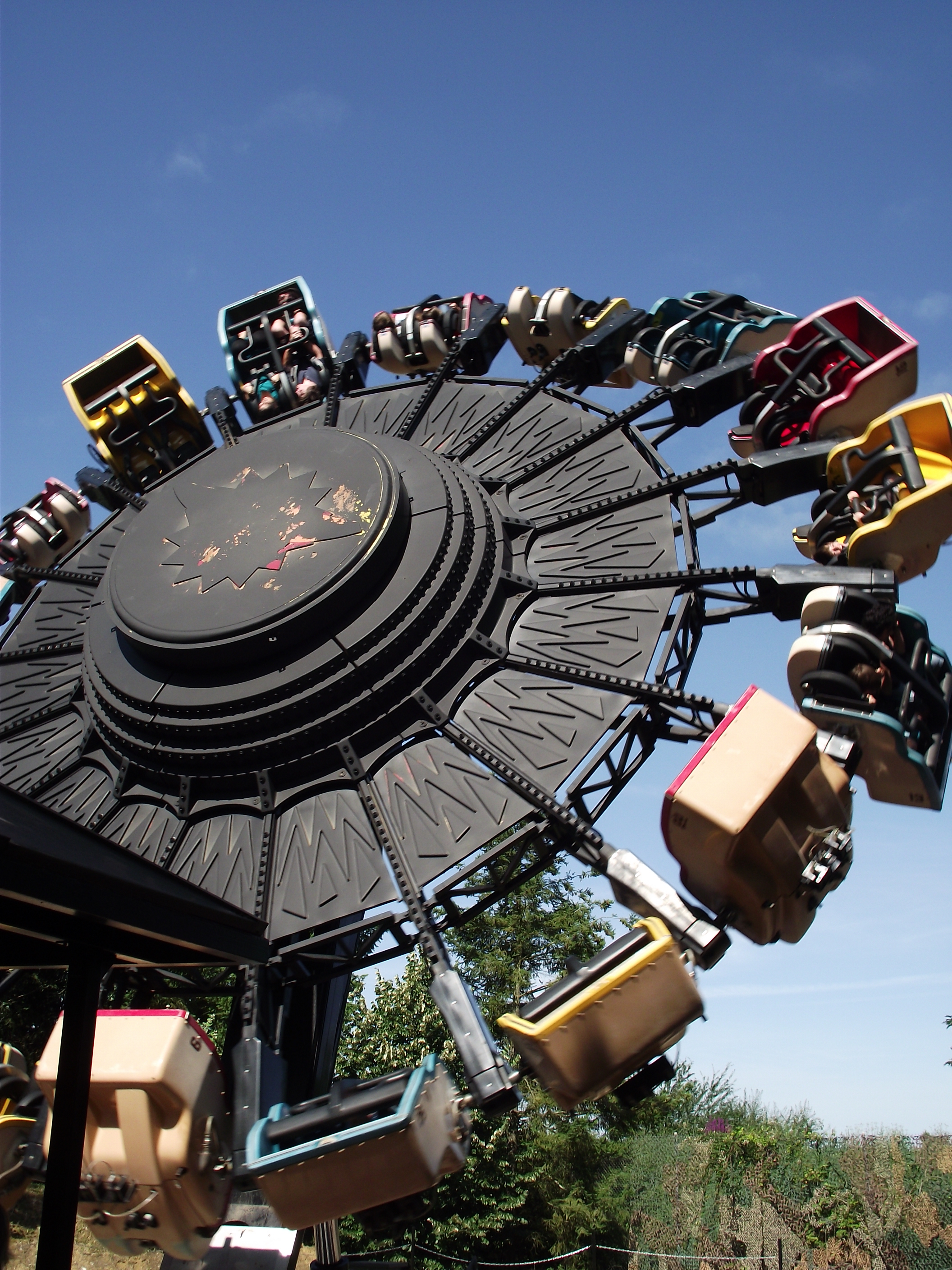
Psyké-Délik in Walibi Sud-Ouest in 2011.

Afbeeldingen · Lijst van attracties